# Liste der Museen in Stuttgart
Die Liste der Museen in Stuttgart enthält die Museen mit regelmäßigen Öffnungszeiten:
- Albatros Flugmuseum im Flughafen Stuttgart,
- Altes Haus, Hedelfingen, Heumadener Straße 2
- Altes Schloss (Stuttgart), Stuttgart-Mitte, Schillerplatz 6 mit
  - Stauffenberg-Erinnerungsstätte im Stuttgarter Alten Schloss
  - Landesmuseum Württemberg, Altes Schloss, Schillerplatz 6
- Architekturgalerie am Weißenhof, Stuttgart-Nord, Am Weißenhof 30
- Bibelmuseum Stuttgart „bibliorama“, Stuttgart-Mitte, Büchsenstraße 37
- Gottlob Auwärter Museum, Möhringen, Vaihinger Straße 151 / Lautlinger Weg
- Design Center Baden-Württemberg im Haus der Wirtschaft, Stuttgart-Mitte, Willi-Bleicher-Straße 19
- Feuerwehrmuseum Stuttgart, Münster, Murgtalstraße 60
- Haus der Musik (Stuttgart) im Fruchtkasten, Stuttgart-Mitte, Schillerplatz 1
- Haus der Geschichte Baden-Württemberg, Stuttgart-Mitte, Konrad-Adenauer-Straße 16
- Haus der Heimat des Landes Baden-Württemberg, Stuttgart-West, Schloßstraße 92
- Grabkapelle auf dem Württemberg, Stuttgart-Rotenberg, Württembergstr. 340
- Graevenitz-Museum, Stuttgart-West – Solitude, Solitude 24
- Hegelhaus, Stuttgart-Mitte, Eberhardstraße 53
- Heimatmuseum der Bessarabiendeutschen, Stuttgart-Ost, Florianstraße 17
- Heimatmuseum im Spitalhof Möhringen, Möhringen, Filderbahnstraße 29
- Heimatmuseum Plieningen, Goezstraße 1
- Heimatmuseum Stammheim, Kornwestheimer Straße 13
- Heimatstube Weilimdorf, Ditzinger Straße 7
- Holz-Kanu-Museum, Stuttgart-Nord, Mönchstraße 22A
- Hotel Silber, Stuttgart-Mitte, Dorotheenstraße 10
- ifa-Galerie (Institut für Auslandsbeziehungen) Stuttgart, Stuttgart-Mitte, Charlottenplatz 17
- Kunstmuseum Stuttgart, Stuttgart-Mitte, Kleiner Schlossplatz 1, früher Galerie der Stadt S..
- Klösterle – Stadtmuseum Bad Cannstatt, Marktstraße 71 A
- Deutsches Landwirtschaftsmuseum – Universität Hohenheim, Plieningen, Garbenstraße 9
- Linden-Museum – Staatliches Museum für Völkerkunde, Stuttgart-Mitte, Hegelplatz 1
- Mercedes-Benz Museum, Teil der Mercedes-Benz Welt im NeckarPark, Bad Cannstatt, Mercedesstraße 100
- MUSE-O, Stadtteilmuseum Stuttgart-Ost, Gablenberg, Gablenberger Hauptstraße 130
- Museum der Illusionen, Mailänder Platz 27
- Museum zur Geschichte Hohenheims, Stuttgart-Plieningen, Garbenstraße 9
- Ortsmuseum Untertürkheim/Rotenberg mit heimatgeschichtlicher Ausstellung, Rotenberg, Württembergstraße 312
- Polizeimuseum Stuttgart, Polizeihistorischer Verein Stuttgart e. V., Hahnemannstraße 1
- Porsche-Museum, Zuffenhausen, Porschestraße 42
- Schloss Solitude, Stuttgart-West nahe Gerlingen
- Staatliches Museum für Naturkunde Stuttgart, bestehend aus
  - Museum am Löwentor, Bad Cannstatt, Rosensteinpark
  - Museum Schloss Rosenstein im Schloss Rosenstein, Bad Cannstatt, Rosensteinpark
- Schweinemuseum im Alten Schlachthof, Stuttgart-Ost, Schlachthofstr. 2a
- Staatsgalerie Stuttgart, Stuttgart-Mitte, Konrad-Adenauer-Straße 30
- Museum/Galerie der Stadt Stuttgart (jetzt Kunstmuseum Stuttgart)
- Stadtmuseum Stuttgart, Stuttgart-Mitte, StadtPalais, ehemalig Wilhelmspalais
- Städtisches Lapidarium, Stuttgart-Süd, Mörikestraße 24/1
- Stauffenberg-Erinnerungsstätte, Stuttgart-Mitte, Schillerplatz 6
- Straßenbahnwelt Stuttgart, Bad Cannstatt, Veielbrunnenweg 3
- Stuttgarter Frauenmuseum e. V., Stuttgart-Mitte, Kernerstr. 31
- Stuttgarter Turmuhrenarchiv, Stuttgart-Bad Cannstatt, Im Geiger 90
- Theodor-Heuss-Haus, Killesberg, Feuerbacher Weg 46
- Weinbaumuseum Stuttgart, Uhlbach, Alte Kelter, Uhlbacher Platz 4
- Weissenhofmuseum, Weißenhof, Rathenaustraße 1
- Württembergische Landesbibliothek, Buchmuseum, Konrad-Adenauer-Straße 8
- Zoologisches und Tiermedizinisches Museum, Plieningen, Schloss Hohenheim, Garbenstraße 9